# A49 (Frankrijk)
De A49 is een Franse autosnelweg van ongeveer 62 km lang, die de plaats Romans verbindt met de stad Grenoble. Vanaf Romans loopt de weg nog door tot aan Valence als N532. De autosnelweg werd in 1991 voor het verkeer opengesteld. De A49 kruist de snelweg A48 voorbij de plaats Tullins.

## Departementen
De A49 doorkruist over het gehele traject twee departementen, te weten:
- Isère
- Drôme